# 中標津町郷土館
中標津町郷土館（なかしべつちょうきょうどかん）は、北海道標津郡中標津町にある、中標津町立の博物館類似施設。

## 所在地
- 中標津町郷土館
  - 〒086-1164
  - 住所:北海道標津郡中標津町丸山2丁目15番地
  - 構造:ブロック造平屋
  - 延床面積:166m2

- 中標津町郷土館緑ケ丘分館
  - 北海道標津郡中標津町丸山4丁目3番地（中標津町緑ケ丘森林公園内）
  - 構造:木造平屋
  - 延床面積:109m2

## 沿革
- 1971年7月1日 中標津町郷土館が開館。
- 1983年7月1日 旧北海道農事試験場根室支場陳列館（昭和3年11月10日建設）が移築復元により、中標津町郷土館緑ヶ丘分館となる（主に農業関係の資料展示）
- 2009年8月7日　緑ヶ丘分館が国の登録有形文化財（建造物）として登録される

## 展示資料
- 埋蔵文化財
  - 中標津町指定文化財「蛙意匠の土器」
- 開拓とその生活に関係する情報地図と資料
- 標津線に関する資料
  - C11 209号蒸気機関車（屋外）

## 開館時間
- 本館
  - 3、4月 10:00 - 17:00
  - 5 - 10月 9:00 - 17:00　
  - 11月 - 2月 10:00 - 16:00
- 分館
  - 5月 - 10月 9:00 - 17:00

## 休館日
- 本館
  - 年末年始
  - 月曜日、祝日の翌日（土日祝日にあたる場合は翌週の火曜日以降に順次あてる）
- 分館
  - 11月 - 翌年4月
  - 5月 - 10月:平日（土日祝日のみ開館）

## アクセス
- 中標津町役場から徒歩1分
- 中標津町交通センターから徒歩15分